# Amydria dyarella
Amydria dyarella är en fjärilsart som beskrevs av William George Dietz 1905. Amydria dyarella ingår i släktet Amydria och familjen Acrolophidae. Inga underarter finns listade i Catalogue of Life.